# Life Overtakes Me: De apatiska barnen
Life Overtakes Me: De apatiska barnen är en svensk-amerikansk dokumentärfilm 2019 regisserad av Kristine Samuelson och John Haptas. Filmen visar hur hundratals flyktingbarn i Sverige som på grund av osäkerheten kring sin juridiska status dragit sig tillbaka till ett komaliknande tillstånd, kallade apatiska flyktingbarn.
Filmen släpptes på Netflix den 14 juni 2019.
Filmen nominerades i kategorin bästa kortfilmsdokumentär inför Oscarsgalan 2020.

## Kontrovers
I artikeln "Det är som en instruktionsfilm för att göra barn illa" från februari 2020 (inför Oscarsgalan) i Filter kritiserades filmen och gav upphov till ny debatt. Enligt intervjuer med vänner till familjen pressades ett av de barn som profilerades i filmen av hennes föräldrar att simulera apatisyndromet för att förbättra familjens möjligheter till permanent uppehållstillstånd i Sverige. Vittnen insisterade på att flickan i själva verket hade varit ett väl fungerande, normalt barn som tränades för att uppvisa sjukdomssymptom när läkare och tjänstemän var närvarande. Efter ett år av apati får familjen uppehållstillstånd. Två månader senare deltog hon med bra resultat i 3 orienteringstävlingar, en medicinsk orimlighet. 
Den svenske barnläkaren Karl Sallin intervjuades i filmen, och han kritiserar senare filmskaparna för att ha citerat honom selektivt: "Traumahypotesen är inte tillräcklig som förklaring, man bör väga in kultur och kontext. Men det bortsåg de från. Det tycker jag är ansvarslöst och farligt." SVT sökte producenterna upprepade gånger för kommentarer, som valde att inte svara.